# Juanita Castro
Juana de la Caridad Castro Ruiz, detta Juanita (Birán, 6 maggio 1933 – Miami, 4 dicembre 2023), è stata un'attivista e agente segreta cubana naturalizzata statunitense, sorella minore di Fidel e di Raúl Castro.

## Biografia
Juanita Castro nacque a Birán, nell'attuale provincia di Holguín, il 6 maggio 1933. Quarta figlia di Ángel Castro y Argiz e di Lina Ruz González, aveva tre fratelli, Ramón, Fidel e Raúl, e tre sorelle, Angelita, Emma e Agustina.
Come tutti i membri della famiglia Castro, Juanita studiò nei migliori collegi cubani, laureandosi presso l'istituto cattolico delle Orsoline dell'Avana.
La sua famiglia si fece conoscere dai cubani quando, nel 1953, i suoi fratelli, Fidel e Raúl, guidarono l'assalto alla caserma Moncada, segnando il vero e proprio inizio della Rivoluzione cubana. Col trionfo della Rivoluzione nel 1959, Juanita s'impegnò per la raccolta di fondi al fine di costruire ospedali, cliniche e scuole.
Successivamente, però, le politiche governative dei fratelli entrarono in conflitto con gli interessi familiari. Nel momento in cui i due rivoluzionari insistettero per l'inserimento delle piantagioni di famiglia all'interno del programma di riforma agraria per limitare la proprietà privata della terra, il fratello maggiore, Ramón, che manteneva le proprietà, e la stessa Juanita si sentirono traditi. Juanita iniziò così ad opporsi al regime dei fratelli, divenendo dissidente.
Nel 1964 lasciò Cuba e si trasferì in Messico, andando a vivere con la sorella Emma, trasferitasi dopo il matrimonio con un messicano. Al suo arrivo, annunciò di aver disertato Cuba, dichiarando: "Non posso più rimanere indifferente a ciò che sta accadendo nel mio paese. I miei fratelli Fidel e Raúl l'hanno trasformato in un'enorme prigione circondata dall'acqua. La gente è inchiodata su una croce di tormento imposta dal comunismo internazionale." Dal Messico si trasferì a Miami pochi mesi dopo, dove, nel 1973, aprì una farmacia. Acquisì la cittadinanza statunitense nel 1984.
Con un clima instabile all'interno della famiglia Castro, Juanita cominciò a lavorare per la CIA, l'agenzia di spionaggio americana. Dichiarò: "(La CIA) voleva parlarmi perché avevano cose interessanti da dirmi, e cose interessanti da chiedermi, come se fossi disposta a correre il rischio, se fossi pronta ad ascoltarli... Ero piuttosto scioccata, ma dissi comunque di sì." Come parte del suo lavoro con la CIA, le venne attribuito il merito di aver aiutato almeno 200 persone a lasciare Cuba nel periodo successivo alla rivoluzione.
Nel 1998 citò in giudizio per diffamazione la nipote, figlia illegittima di Fidel, Alina Fernández, per alcuni passaggi del libro di quest'ultima (intitolato Alina, la figlia ribelle di Fidel Castro).
Nel 2009 Juanita pubblicò la sua autobiografia in spagnolo chiamata: "Fidel y Raúl, Mis hermanos: La historia secreta" (Fidel e Raúl, i miei fratelli: La storia segreta).
Juanita Castro morì in un ospedale di Miami il 4 dicembre 2023, all'età di 90 anni.